# Nazilli Belediyespor
Nazilli Belediyespor ist ein türkischer Fußballverein aus der Kreisstadt Nazilli in der Provinz Aydın. Ihre Heimspiele tragen die Schwarz-Weißen im Nazilli Şehir Stadı aus. Die Mannschaft wird von den Fans als Naz-Naz bezeichnet.

## Geschichte
Der Verein wurde 1967 unter dem Namen Nazillispor gegründet und nahm an der neu eingeführten dritthöchsten türkischen Spielklasse, der TFF 3. Lig (heute  TFF 2. Lig), teil. Die Saison 1968/69 schloss man als Meister ab und stieg in die zweithöchste türkische Spielklasse, in die heutige TFF 1. Lig, auf. Nachdem man zwei Spielzeiten in dieser Liga am Spielgeschehen teilnahm, verpasste man zum Saisonende 1970/71 den Klassenerhalt und wurde wieder drittklassig. Im Sommer 1975 konnte man in der TFF 3. Lig die Klasse nicht halten und stieg in die Amateurliga ab. Weil der Verein sich zu dieser Zeit in großen finanziellen Engpässen befand, entschied die Vereinsführung, den Verein aufzulösen.
Im Sommer wurde die für vier Jahre abgeschaffte dritthöchste türkische Spielklasse im Profifußball wieder eingeführt. Zu diesem Anlass gründeten die Notabeln der Stadt Nazilli den Verein zum zweiten Mal. Diesmal entschied man sich für den Vereinsnamen Yeni Nazillispor (dt.: Neues Nazillispor). Während der Gründungszeremonie wurden die Vereinsfarben als Blau-Gelb festgelegt. Kurze Zeit später wurden aber die Vereinsfarben auf Schwarz und Weiß umgeändert, da der Vorgängerverein diese Farben verwendete. Die neue Mannschaft spielte bis zum Sommer 1992 drittklassig und stieg dann als Meister das zweite Mal in der Vereinshistorie in die zweithöchste türkische Spielklasse auf. 2001 geriet der Verein durch den Abzug von Sponsoren erneut in finanzielle Schwierigkeiten. Daraufhin übernahm die Stadtverwaltung Nazillis den Verein und änderte im Gegenzug den Namen in die heutige Form. Die Saison 2011/12 schloss der Verein als Meister der vierklassigen TFF 3. Lig ab und stieg in die TFF 2. Lig auf.

## Ligazugehörigkeit
- 1. Liga: –
- 2. Liga: 1969–1971, 1992–1993, 1999–2001
- 3. Liga: 1967–1969, 1971–1974, 1984–1992, 1993–1999, 2001–2007, seit 2012
- 4. Liga: 2007–2012
- Regionale Amateurliga: 1974–1984

## Ehemalige bekannte Spieler
- Bülent Ertuğrul
- İrfan Ertürk
- Sedat İrfan
- Serdar Topraktepe
- Aydın Toscalı
- Ersun Yanal

## Weitere Abteilungen
- Basketball
- Handball
- Volleyball
- Beach-Volleyball
- Tennis
- Tischtennis
- Tennis
- Ringen
- Schach